# Перегрупування Фаворського
Перегрупування Фаворського (англ. Favorskii rearrangements) —
- 1. Перегрупування α-галогенкетонів у карбонові кислоти або їх похідні під дією основ, що у випадку аліциклічних кетонів протікає зі звуженням циклу (перегрупування Фаворського — Маркера): Hlg–CHR–C(O)R + X– → R–CHR–C(O)–X

де X — OH, OAlk, NH2, ін.
- 2. Оборотна ізомеризація ацетиленових вуглеводнів під дією лугів (ацетилен-ацетиленове перегрупування): RCH2–С≡СH → RCH=C=CH2 → RC≡C–CH3